# Marco (distrito)
Marco é um distrito da província de Jauja, localizado do Departamento de Junín, Peru.

## Transporte
O distrito de Marco não é servido pelo sistema de estradas terrestres do Peru.